# Viuda Negra (Yelena Belova)
Yelena Belova es un personaje que aparece en los cómics estadounidenses publicados por Marvel Comics. Generalmente se la representa como una espía, apareciendo por primera vez en Inhumans # 5 (marzo de 1999) y fue creada por Devin Grayson y J. G. Jones. Entrenada como espía y asesina en la Habitación Roja con base en Rusia, Belova se convirtió en el segundo personaje de la era moderna en usar el apodo de Viuda Negra, después de Natasha Romanoff. Originalmente enviada para matar a Romanoff, ambas se convirtieron en aliadas y desde entonces han trabajado juntas. Belova también se convirtió en una versión de Super-Adaptoide como miembro de Hydra y A.I.M., antes de ser liberada y adoptar el nombre en clave de Viuda Blanca. Belova ha formado parte de varios equipos y organizaciones, incluyendo S.H.I.E.L.D. y los Thunderbolts. Ella volvió a su nombre en clave original, Viuda Negra, en 2017. Fue el primer personaje abiertamente asexual en el Universo Marvel.
Florence Pugh interpreta al personaje en el Universo cinematográfico de Marvel, comenzando con la película Black Widow, retomando su papel en la serie de televisión de Disney+, Hawkeye (ambas de 2021) y en la película Thunderbolts* (2025), al igual que pondrá voz al personaje en la serie animada Marvel Zombies (2025).

## Historial de publicación
Belova, la segunda Viuda Negra moderna después de Natasha Romanova (Natasha Romanoff), fue inicialmente una espía rusa postsoviética del GRU. Debutó brevemente en Inhumanos # 5 (marzo de 1999), y fue presentada completamente en la miniserie de Marvel Knights de 1999, Viuda Negra. Una segunda miniserie, también titulada Viuda Negra y con Natasha Romanoff y Daredevil, siguió en 2001. Al año siguiente, hizo un giro en solitario en su propia miniserie de tres números, también titulada Viuda Negra (oficialmente Black Widow: Pale Little Spider en el serie indicios postales) bajo la audiencia madura Marvel MAX impronta. El arco de la historia de junio a agosto de 2002, del escritor Greg Rucka y del artista Igor Kordey, fue un flashback de la historia de su conversión en la segunda Viuda Negra moderna, en los eventos que precedieron a su aparición en los Inhumanos.

## Biografía
Belova es una espía amoral y asesina que fue entrenada en la Habitación Roja por los mismos espías que entrenaron a Natasha Romanoff, la primera Viuda Negra. Yelena nació en Moscú, en la Rusia soviética. A los 15 años fue reclutada por el GRU. Después de la muerte de su entrenador, Pyotr Vasilievich Starkovsky, se activa como la nueva Viuda Negra y desplegada para investigar. Ella aprende y elimina a su asesino, sin saber que tanto su asesinato es como la investigación que formaron parte de una estratagema para conseguir que Belova se afirmara como la nueva Viuda Negra. Yelena, creyendo ser el legítimo sucesor del título de Viuda Negra, se entusiasma con una misión que la pondrá en desacuerdo con Natasha, aunque la reunión y los enfrentamientos entre ambos no conducen a una batalla decisiva. Natasha se refiere a Yelena como "pequeña" y "rooskaya", que significa "ruso", y la anima a encontrar lo que la hace única y su identidad personal en lugar de dedicarse ciegamente a su nación. Natasha más tarde somete a Yelena a la cruel manipulación con el fin de romper sus ilusiones sobre el título de Viuda Negra y enseñarle la realidad de la industria del espionaje. Belova finalmente se retira a Cuba, donde se convierte en una exitosa empresaria y modelo.
Sin embargo, es atraída por la agencia de espionaje S.H.I.E.L.D., y se involucra en la minería de vibranium de la agencia en la Tierra Salvaje de Antártica. Poco después, apenas sobrevive a un ataque de Sauron, recibiendo quemaduras graves y siendo posteriormente abordado con una oferta de venganza contra S.H.I.E.L.D. y los Nuevos vengadores.
Yelena es genéticamente alterada por la organización terrorista HYDRA, ya que había sufrido lesiones debilitantes y desfigurantes, después de su último encuentro con los Nuevos Vengadores en la Tierra Salvaje. HYDRA la reclutó con la perspectiva de la venganza y después de contratar los servicios de A.I.M. transfirió su mente a un nuevo cuerpo Super-Adaptoide. Este cuerpo apareció como Belova originalmente hasta que comenzó a absorber los poderes, momento en el que cambió como el original, aunque ahora de color amarillo. Ahora equipada con la capacidad de copiar todos los poderes de los Nuevos Vengadores, ella contrata al equipo de superhéroes en combate. Finalmente es derrotada por una combinación de las 49 armaduras sucesivas de Iron Man - desde el primero, Tales of Suspense # 39, en lo actual y el uso de Sentry de su personaje vacío, que ella absorbe con el resto de los poderes y energía de Sentry. Cuando es derrotada, HYDRA la deshabilita, usando un mecanismo remoto de autodestrucción que habían implantado en ella, en lugar de dejar que revelara inteligencia a los Nuevos Vengadores.
Ella ha vuelto a trabajar con un grupo de vigilantes, el Vanguard.
Durante el argumento Dark Reign, Quasimodo investigó a Yelena Belova por Norman Osborn. Yelena Belova apareció para unirse a los Thunderbolts de Norman Osborn. Sin embargo, finalmente se reveló que en realidad era Natasha Romanoff disfrazada, actuando como agente doble de Nick Fury. Ella creyó que ella fue disfrazada como Belova en nombre de Fury, plantado para que Osborn encontrara e invitara a los Thunderbolts. Sin embargo, Osborn le reveló que la había engañado para que aceptara la apariencia de Belova para que ella hiciera su trabajo sucio. Después de su escape de los Thunderbolts, Osborn luego reveló una aparente Yelena Belova en estado de estabilidad a Scourge y le advirtió que ella podría ser su reemplazo en el equipo.
La verdadera Yelena se libera después de la estasis por miembros de AIM que la instalan en el Consejo Superior de AIM (junto a Andrew Forson, Gravitón, Jude - el Hombre de Entropía, Mentallo, Superia y un encubierto Supervisor) como el ministro de Estado en Bagalia (un país poblado por supervillanos).
Después de la muerte de la Viuda Negra original a manos de Hydra, el doppelganger del Capitán América, luego de su derrota en las manos del verdadero Capitán América en el Imperio Secreto, Yelena comenzó a reasumir la identidad de la Viuda Negra una vez más, pero ahora para honrar a la difunta Natasha. A veces, durante la restauración mundial del desastre de Hydra, Yelena viaja alrededor del mundo para asesinar a los generales infames del mundo y restos restantes de Hydra, que atrapó la atención de los antiguos amantes de Natasha, Soldado del Invierno y Hawkeye.

## Poderes y habilidades
Viuda Negra está en una condición atlética máxima. Ella también tiene un extenso entrenamiento militar, de artes marciales y de espionaje.
Como Super-Adaptoide, fue mutada por material sintetizado a partir del Super-Adaptoide donde podía adaptar los poderes de cualquier persona a su alrededor como Luke Cage, Iron Man, Ms. Marvel, Sentry, Spider-Man, Spider-Woman y Wolverine, en rápida sucesión.

## En otros medios

### Televisión
- Yelena Belova como Black Widow aparece en Avengers Assemble, con la voz de Julie Nathanson.[20][21]
  - La nueva Black Widow se presenta en Avengers: Ultron Revolution gracias a la reactivación de la Sala Roja por parte del Barón Strucker. En el episodio "Viendo Doble", es enviada a secuestrar a Bruce Banner para llevarlo a la base de Strucker en Siberia. Cuando Natasha Romanova llegó, Natasha luchó contra Yelena al conocer la historia de esta Black Widow y cómo Strucker usa el programa Soldado del Invierno para convertir a Banner en el Hulk del invierno. Sobre el Capitán América y Iron Man llegando, los dos Vengadores ayudan a Natasha a luchar contra Yelena, Strucker y Hulk del invierno hasta que Yelena luego va en contra de las órdenes de Strucker. Mientras que el Capitán América y Iron Man lucharon para evitar que Hulk del invierno llegara a un lugar civil donde se encuentra una base de HYDRA, Natasha continúa luchando contra Yelena incluso cuando activó los lavados controlados por la mente de la Habitación Roja. Pero Romanova desactiva los lavados de la Habitación Roja controlados por la mente y Yelena es personalmente derrotada pero logró escapar.
  - El personaje regresa en Avengers: Secret Wars que ahora se hace llamar Crimson Widow. En el episodio "Fuga de la Prisión", junto a Zarda y Typhoid Mary tramaron un receso en la prisión de la Bóveda, que fue frustrado por la Capitána Marvel y la Avispa. En el episodio "Por qué Odio Halloween", se envían a Crimson Widow y Crossbones para recuperar a Whitney Frost de Hawkeye. Después de huir del ejército de vampiros de Drácula, Crimson Widow y Crossbones son capturados por los Vengadores. En el episodio, "La Ciudadela", se encuentra en Battleworld con Hombre Absorbente, M.O.D.O.K. y Ares formados por Beyonder para capturar a Iron Man para él y al Capitán América en enfrentarlo. Al ver fingir una pelea entre ellos, llega con su equipo en acabarlos, pero al escapar, ella, M.O.D.O.K. y Hombre Absorbente son lanzados lejos por Beyonder al fracasar. En el final de la serie "House of M", Crimson Widow acompaña a Red Skull, Crossbones y Typhoid Mary para enfrentarse a Frost como Madame Máscara junto a los Vengadores.

### Universo cinematográfico de Marvel
Yelena Belova aparece en medios de acción en vivo ambientados en el Universo cinematográfico de Marvel, interpretada por Florence Pugh.
- Pugh aparece por primera vez en la película Black Widow (2021).[22] Esta versión es una figura hermana de Natasha Romanoff quien, como ella, fue entrenada en la Habitación Roja como una Viuda Negra.[23][24][25]Ella trabaja con Romanoff, Alexei Shostakov y Melina Vostokoff para detener al General Dreykov después de que reactiva el programa Habitación Roja. En 2023, tras la muerte de Romanoff, la Contessa Valentina Allegra de Fontaine se acerca a Belova para matar a Clint Barton.
- Pugh repitió su papel en la miniserie de Disney+, Hawkeye (2021).[26]Después del Blip, del que fue víctima, y la muerte de Romanoff, la condesa Valentina Allegra de Fontaine se acerca a Belova para matar a Clint Barton por su participación en la muerte de su hermana Natasha. Localiza a Barton junto con Kate Bishop y Maya Lopez y lucha contra ellos como una vigilante enmascarada, hasta que Barton la desenmascara y se ve obligada a retirarse. En la víspera de Navidad, Belova se infiltra en la fiesta familiar navideña de Bishop para matar a Barton, pero Bishop la intercepta y lucha contra ella. Belova se enfrenta a Barton en la pista de hielo del Rockefeller Center y al principio no cree en su historia sobre el sacrificio de Romanoff. No es hasta que Barton revela los detalles sobre la relación entre ella y Romanoff que acepta el sacrificio de su hermana.
- Pugh volvió a interpretar su papel en la película Thunderbolts* (2025).[27]Trabajado aún para de De Fontaine, Belova es enviada junto con otros agentes, John Walker, Ava Starr y Antonia Dreykov, a matarse entre sí para atar cabos sueltos de su lado. Tras una pelea, y Starr asesinando a Dreykov en la cabeza, antes de que aparezca un hombre misterioso llamado Bob, Belova descubre el plan de De Fontaine en tratar de incinerarlos a todos, los cuatro restantes logran escapar con la ayuda de Bob, quien se sacrifica distrayendo a las fuerzas de De Fontaine. Escapando los tres junto a Shostakov, quién llama al equipo de Thunderbolts de las fuerzas de De Fontaine, ellos son salvados por Bucky Barnes, quién luego los captura igualmente para que testifiquen en el juicio político contra De Fontaine. Al enterarse de que Bob ha sobrevivido y ha sido enviado a Nueva York, el equipo va a la antigua Torre de los Vengadores, ahora rebautizada como "Watchtower", al ver que Bob se volvió un ser poderoso llamado Sentry. Al enfrentarlo y también convertido en su alter ego destructivo, Vacío, quién convierte a todos a su alrededor en sombras y envuelve la ciudad en oscuridad. Belova entra al Vacío, confrontando su pasado y encuentra a Bob que solo su conciencia ayudaría, viendo también su trágico pasado. Luego de que los demás la salvan, el equipo se enfrenta al Vacío, recordándole a Bob que no está solo, lo que le permite superar su trauma, restaurando la luz y la normalidad a la ciudad. Con la amenaza neutralizada, el equipo se prepara para aprehender a De Fontaine, quién manipula la percepción pública organizando una conferencia de prensa en la que los renombra como los Nuevos Vengadores. Belova advierte a De Fontaine que se arrepentirá si alguna vez los vuelve a amenazar. En 2028, Belova, el resto de los Nuevos Vengadores y Bob reciben una señal de auxilio de una nave espacial con un gran emblema "4".
- Una versión alternativa de la línea de tiempo de Belova aparecerá en la próxima serie animada Marvel Zombies (2025).[28]
- Belova aparecerá en la próxima película Avengers: Doomsday (2026).[29]

### Videojuegos
- El traje Black Widow de Yelena Belova está disponible como un traje alternativo para Natasha Romanoff en la versión PlayStation Portable de Marvel Ultimate Alliance.[30]
- Yelena Belova como Black Widow aparece en The Punisher: No Mercy. Ella es un miembro del equipo S.H.I.E.L.D. que se enfrenta a Punisher en la escena final.[31]
- Yelena Belova aparece bajo el nombre de Dark Widow como miniboss en Marvel Avengers Alliance.[32]
- Yelena Belova aparece como un miniboss y un personaje jugable desbloqueable en Marvel Puzzle Quest.[33]
- El traje Black Widow de Yelena Belova está disponible como un traje alternativo para Natasha Romanoff en Marvel Heroes.[34]
- Yelena Belova aparece como personaje jugable en Marvel Contest of Champions.[35]

### Cómics en movimiento
- Yelena Belova como Black Widow aparece en el cómic de movimiento Spider-Woman: Agent of SWORD, con la voz de JoEllen Anklam.[21]
- Yelena Belova como Black Widow aparece en el cómic de movimiento Inhumans, con la voz de Sarah Edmondson.[21]

### Novelas
- Yelena Belova aparece como una gran antagonista en Nuevos Vengadores: La Fuga por Alisa Kwitney.[36][37] En la novela, es representada como la antigua amiga y compañera de cuarto de Natasha Romanoff del programa Habitación Roja. Después de unirse a una facción pícara de S.H.I.E.L.D., entra en conflicto con Natasha y el resto de los Vengadores mientras supervisa una operación minera encubierta en la Tierra Salvaje.